# امتصاص الماء
(قيد التطوير) يشير الامتصاص النشط إلى امتصاص الماء بواسطة الجذور بمساعدة أدينوزين ثلاثي الفوسفات، الناتج عن تنفس الجذر: حيث تشارك خلايا الجذر بنشاط في العملية، يطلق عليه الامتصاص النشط.  وفقًا لـلينير، يتم الامتصاص النشط في النباتات منخفضة النضح والمروية جيدًا، ويتم تنفيذ 4 ٪ من إجمالي امتصاص الماء في هذه العملية.  يتم الامتصاص النشط من خلال نظريتين: امتصاص الماء الاسموزي النشط وامتصاص الماء غير التناضحي النشط. 
امتصاص الماء التناضحي النشط:
تم تقديم هذه النظرية من قبل أتكينز (1916) وبريستلي (1923).  وفقًا لهذه النظرية، تتصرف الخلايا الجذرية كنظام ضغط تناضحي مثالي تنتقل المياه من خلاله من محلول التربة إلى نسيج الجذر على طول التدرج المتزايد لـ D.P.D.  (ضغط الشفط، وهو القوة الحقيقية لامتصاص الماء).  إذا كان تركيز المذاب مرتفعًا وكان الجهد المائي منخفضًا في الخلايا الجذرية، يمكن أن يدخل الماء من التربة إلى الخلايا الجذرية من خلال الاندوسوزم.  تمتص المغذيات المعدنية بنشاط من قبل الخلايا الجذرية بسبب استخدام أدينوزين ثلاثي الفوسفات (ATP).  ونتيجة لذلك، فإن تركيز الأيونات (الأوسموتيكا) في أوعية نسيج الخشب أكثر مقارنة بمياه التربة.  يتم إنشاء تدرج التركيز بين الجذر ومياه التربة.  وبالتالي، فإن إمكانات الذوبان في ماء نسيج الخشب أكثر مقارنة بإمكانية التربة، حيث إن إمكانات المياه منخفضة عن مياه التربة.  وبالتالي فإن إمكانات المياه إيجابية نسبيًا في مياه التربة.  هذا التدرج في إمكانات المياه يسبب الاندوس.  يستمر اندوسوز الماء حتى تصبح إمكانات المياه في كل من الجذر والتربة متساوية.  هو امتصاص المعادن التي تستخدم الطاقة الأيضية، ولكن ليس امتصاص الماء.  وبالتالي، فإن امتصاص الماء هو عملية نشطة بشكل غير مباشر في حياة النبات. و النقل النشط في اتجاه معاكس لاتجاه الانتشار.
امتصاص الماء غير التناضحي النشط:
تم تقديم هذه النظرية من قبل Thimann (1951) و Kramer (1959).  وفقًا للنظرية، يتم امتصاص الماء أحيانًا مقابل تدرج التركيز.  وهذا يتطلب إنفاق الطاقة الأيضية المنبعثة من تنفس الخلايا الجذرية.  لا يوجد دليل مباشر، ولكن بعض العلماء يقترحون مشاركة الطاقة من التنفس.  في الختام، يقال أن الأدلة التي تدعم الامتصاص النشط للمياه هي نفسها فقيرة.
الامتصاص السلبي للماء:
يتم تنفيذ هذه الآلية دون استخدام الطاقة الأيضية.  هنا، تعمل الجذور فقط كجهاز امتصاص أو مرور.  ومن ثم، يطلق عليه أحيانًا امتصاص الماء «من خلال الجذور»، بدلاً من «الجذور».  يحدث في النباتات الطافية بسرعة خلال النهار، بسبب فتح الثغور والظروف الجوية.  يتم إنشاء قوة امتصاص الماء في نهاية الورقة، أي سحب النتح.و السبب الرئيسي وراء سحب النتح، يتم رفع الماء في محور النبات مثل دلو من الماء يتم رفعه من قبل شخص من بئر.  سحب النتح مسؤول عن سحب الماء في نهاية الورقة، وينتقل السحب أو القوة إلى الجذر عبر عمود الماء في عناصر نسيج الخشب.  وإن استمرارية عمود الماء لا تزال سليمة بسبب التماسك بين الجزيئات وتعمل كحبل.  تعمل الجذور ببساطة كجهاز امتصاص سلبي.  مع تقدم النتح، يحدث امتصاص الماء في وقت واحد لتعويض فقد الماء من نهاية الورقة.  معظم حجم المياه التي تدخل النباتات عن طريق الامتصاص السلبي.  لا يختلف النقل السلبي عن الانتشار، ولا يتطلب أي مدخل للطاقة: فهناك حركة حرة للجزيئات من تركيزها العالي إلى تركيزها المنخفض.  ستدخل المياه النبات عبر الخلايا الجذرية التي يمكن العثور عليها في الجذور حيث يحدث الامتصاص السلبي بشكل رئيسي.  أيضا، مع امتصاص الماء، يتم امتصاص المعادن والمواد الغذائية.🌲⁦☀️⁩🌊⁦🌬️⁩
المراجع:
1. http://www.tutorvista.com/content/biology/biology-iv/plant-water-relations/absorption-water-by-plants.php
2. DOI.org
3. https://www.jstor.org/stable/4353618
4. https://web.archive.org/web/20110114111737/http://www.wiziq.com/tutorial/70692-Biology-XI-11-Transport-in-plants-4-Mechanism-of-Water-A